# Wostraja Karma
Wostraja Karma (biał. Вострая Карма; ros. Острая Корма, Ostraja Korma) – wieś na Białorusi, w obwodzie homelskim, w rejonie kormańskim, w sielsowiecie Wornauka.